# Theodor Freiherr von Wrede
Pour les articles homonymes, voir Wrede.
Theodor Freiherr von Wrede (3 novembre 1888 à Wandsbek – 30 mars 1973 à Bonn) est un Generalleutnant de la Heer dans la Wehrmacht durant la Seconde Guerre mondiale.
Il a été récipiendaire de la Croix de chevalier de la Croix de fer. Cette décoration est attribuée pour récompenser un acte d'une extrême bravoure sur le champ de bataille ou un commandement militaire avec succès.

## Biographie
Theodor Freiherr von Wrede se retire du service actif en 1944.

## Décorations
- Croix de fer (1914)
  - 2e Classe
  - 1re classe
- Insigne des blessés (1914)
  - en Noir
- Agrafe de la Croix de fer (1939)
  - 2e Classe
  - 1re classe
- Médaille du Front de l'Est
- Insigne de Demiansk
- Croix allemande en Or (26 décembre 1941)
- Croix de chevalier de la Croix de fer
  - Croix de chevalier le 22 février 1942 en tant que Generalleutnant et commandant de la 290. Infanterie-Division[1]